# Canton de Saint-Martin-de-Valgalgues
Le canton de Saint-Martin-de-Valgalgues est une ancienne division administrative du département du Gard, dans l'arrondissement d'Alès.
Ce canton a été créé en 1801 et supprimé en 1858 par la loi du 18 mai 1858,.
Les communes qui le composaient, à savoir d'une part Blannaves (ancien nom de la commune de Branoux-les-Taillades), La Grand-Combe, Lamelouze, Laval (ancien nom de la commune de Laval-Pradel) et Les Salles-du-Gardon, et d'autre part Les Plans, Rousson, Saint-Julien-de-Valgalgues (ancien nom de la commune de Saint-Julien-les-Rosiers), Saint-Martin-de-Valgalgues, Saint-Privat-des-Vieux, Salindres, Servas et Soustelle, sont réparties dans le canton de La Grand-Combe et le canton d'Alès.

## Conseillers généraux
| Période                                  | Période | Identité                    | Étiquette | Qualité                        |
| ---------------------------------------- | ------- | --------------------------- | --------- | ------------------------------ |
| Les données manquantes sont à compléter. |         |                             |           |                                |
| 1833                                     | 1848    | François Chaber (1777-1858) |           | Juge de paix et avocat à Alais |
| 1848                                     | 1858    | Jacques-Marie Marette       |           | Propriétaire à Alais           |

## Conseillers d'arrondissement
| Période                                  | Période      | Identité                | Étiquette | Qualité                                   |
| ---------------------------------------- | ------------ | ----------------------- | --------- | ----------------------------------------- |
| Les données manquantes sont à compléter. |              |                         |           |                                           |
| 1833                                     | 1836         | Émile Guiraudet         |           | Ancien juge de paix, propriétaire à Alais |
| 1836                                     | 1839 (décès) | Jacques Bénézet         |           | Maire de Rousson                          |
| 1839                                     | 1848         | Auguste Silhol          |           | Propriétaire à Alais                      |
| 1848                                     | 1852         | Barthélemy de Veyvialle |           | Maire de La Grand-Combe                   |
| 1852                                     | 1858         | François Beau           |           | Directeur des mines de La Grand-Combe     |